# Exèrcit consular
L'exèrcit consular romà era una unitat militar romana utilitzada en temps de la República. N'existien dos, posats a disposició dels dos cònsols elegits anualment en període de guerra. Cada un estava format per dues legions de ciutadans i dues Alae Sociorum de tropes aliades, cadascuna d'elles equivalent en grandària a una legió. En total, comprenia al voltant de 25.000 infants i 1.800 genets, encara que la seva mida podia variar lleugerament depenent del nombre de tropes aliades. Excepcionalment, en situacions d'emergència, es podia elegir un Dictador, que controlava els exèrcits consulars, ajudat per un Mestre de cavalleria.
Quan les necessitats bèl·liques obligaven a utilitzar més homes, s'organitzaven noves legions sota el comandament d'un procònsol, que dirigia dues legions amb les seves respectives ales, o una única legió amb una ala, cosa que depenia de la gravetat del conflicte. En aquestes situacions, els exèrcits consulars eren la força principal, mentre que els que manaven els procònsols s'assignaven a un territori i jugaven un paper secundari amb menys efectius, encara que estiguessin estructurats en legions i ales.

## Evolució
Durant el període republicà, els exèrcits consulars van tenir diversos canvis per la continua experiència bèl·lica, tant en el nombre dels milites, com en la estructura interna de les legions. Segons Polibi, l'any 225 aC, quan els gals van envair Etrúria, els romans van organitzar legions que tenien 5.200 homes i 300 genets. Segons el mateix autor, a mitjans del segle ii aC, les legions i les ales eren simètriques i tenien entre 4.000 i 5.000 homes. Però el mateix Polibi destaca la presència d'uns contingents d'aliats itàlics que formaven també part dels exèrcits consulars, els extraordinarii, que quantificava en un terç de la cavalleria aliada i en una cinquena part de les tropes d'infanteria. Titus Livi confirma la presència d'aquests extraordinarii a l'exèrcit del procònsol Marc Claudi Marcel a la batalla d'Asculum, l'any 209 aC, durant la Segona Guerra Púnica.

## Els exèrcits consulars durant la Segona guerra púnica
Durant la Segona guerra púnica, aquests exèrcits consulars van anar variant segons les necessitats. Titus Livi diu que en el primer any de guerra, el 218 aC, els dos exèrcits manats pels cònsols Publi Corneli Escipió i Tiberi Semproni Llong tenien dues legions de 4.000 soldats cada una i dos contingents aliats, amb un total de 14.000 i 16.000 homes respectivament. Escipió tenia un total de 22.000 homes i Semproni Llong 24.000. El segon any de guerra (217 aC), tant Titus Livi com Apià, descriuen exèrcits consulars de 30.000 homes, i mencionen increments d'efectius entre 4.000 i 5.000 homes més. Titus Livi parla també d'un exèrcit de fins a 40.000 homes, l'exèrcit consular de Gai Claudi Neró l'any 207 aC.
En aquest període es va normalitzar la xifra de dues legions per exèrcit formades per 4.000 o 5.000 soldats cada una. Els aliats no baixaven de 15.000, i normalment eren el doble tant en cavalleria com en infanteria als que eren ciutadans romans. Titus Livi diu que l'exèrcit consular que va sortir de Roma manat per Tiberi Semproni Grac l'any 215 aC portava fins a 25.000 aliats. Al final de la Segona guerra púnica, l'any 204 aC, Livi parla de legions amb 6.200 milites a l'exèrcit que Escipió Africà va portar a l'Àfrica.
Davant de la disminució de ciutadans durant els dos primers anys de la guerra deguda a les innumerables baixes, de forma excepcional es van integrar a l'exèrcit consular de Tiberi Semproni Grac 8.000 esclaus manumitits, que van servir des del 215 aC fins al 212 aC, quan es va produir una important deserció al morir Semproni Grac. L'any 207 aC es va repetir la incorporació d'esclaus a l'exèrcit consular quan es van haver de reclutar ràpidament dues legions per operar a Etrúria sona el comandament de Gai Terenci Varró.
Durant aquest període, també es van incorporar al exèrcits consulars contingents de cavalleria d'Hispània, de la Gàl·lia i de Numídia, i contingents especialitzats, sobretot arquers, d'altres pobles aliats ni itàlics.